# 蜂屋村
蜂屋村（はちやむら）は、かつて岐阜県加茂郡にあった村である。
現在の美濃加茂市北部に該当し、周囲を低い山に囲まれている。長良川支流の蜂屋川の上流である。
古くから渋柿の一種である「蜂屋」の生産地である。平安時代中期に美濃国国司が朝廷に干し柿を献上し、高い評価を受けたという記録がある。

## 歴史
- 1188年（文治4年） - 蜂屋太夫という人物が源頼朝に、地元の干し柿を献上する。頼朝はその干し柿を高く評価し、その柿を「蜂屋」と名づけたという。そのことから柿の産地を「蜂屋村」と称したという[1]。以降、蜂屋村の干し柿は権力者に献上されていったという。また、年貢として、米の代わりに干し柿を納めていた[2]。
- 江戸時代初期、蜂屋村は美濃国加茂郡に属し、尾張藩領であった。蜂屋柿を尾張藩へ献上することにより、諸役免除の特権を得ていた。また、蜂屋柿は幕府にも献上されていたという。
- 江戸時代中期、蜂屋村は、上蜂屋村、中蜂屋村、下蜂屋村に分立する。
- 1889年（明治22年）7月1日 - 上蜂屋村、中蜂屋村、下蜂屋村、伊瀬村が合併し発足。
- 1954年（昭和29年）4月1日 - 太田町、古井町、下米田村、伊深村、山之上村、加茂野村、および三和村の一部と合併して美濃加茂市が発足。同日蜂屋村廃止。

## 学校
- 蜂屋村立蜂屋小学校（現・美濃加茂市立蜂屋小学校）
- 蜂屋村立蜂屋中学校（1968年に太田中学校・加茂野中学校・蜂屋中学校の3校が統合され、現・美濃加茂市立西中学校）

## 神社・仏閣
- 瑞林寺 (美濃加茂市)（別名「柿寺」）
- 天神神社